# Gerrit van Heerstal

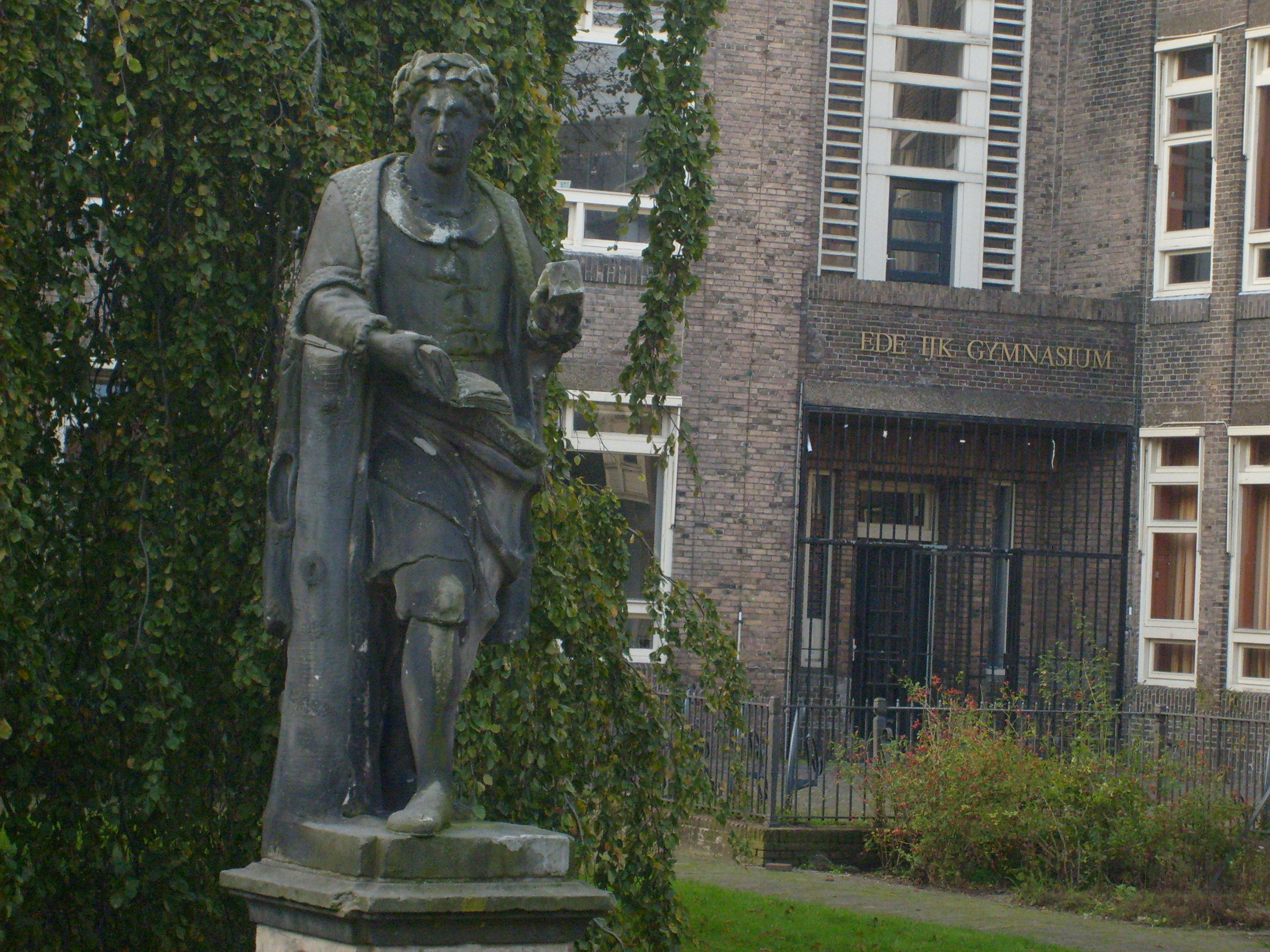
Laurens Janszoon Coster (1722)

Gerrit van Heerstal was een 18e-eeuws beeldhouwer in de Noordelijke Nederlanden.
Van Heerstal werd in 1710 ingeschreven als lid van het Haarlemse Sint-Lucasgilde en wordt in 1715 vermeld als beeldhouwer. Koning (1816) noemt hem: "De voortreffelijke beeldhouwer Gerrit van Heerstal, van wiens bedreven hand meerdere fraaie werken voorhanden zijn..."
Bekend van Van Heerstal zijn zijn beeld van Laurens Janszoon Coster, dat hij in 1722 naar een ontwerp van Romeyn de Hooghe maakte voor de Stadskruidentuin of Hortus Medicus bij de Prinsenhof in Haarlem. Het is een van de oudste standbeelden van Nederland. In 1730 maakte hij reliëfs voor het Hofje van Staats.
Van Heerstal overleed vermoedelijk in Haarlem in de tweede helft van de 18e eeuw.